# 魁!!ランディーズ
魁!!ランディーズ（さきがけランディーズ）は、朝日放送ラジオ（ABCラジオ）で2002年4月から2008年9月22日まで毎週月曜日の25:00 - 26:00に放送されていたラジオ番組。

## 番組概要
吉本興業所属のお笑いコンビ、ランディーズがパーソナリティーを務める番組。番組はABCラジオのインターネット放送「Webio」でも一部コーナーを聞くことができる。パーソナリティー欄には載っていないが、放送作家であるオパヤンも普通に会話に入ってくる。
基本的な構成としては最初の20分でフリートークが繰り広げられ、3つのコーナーを各10分ずつ、あとの10分をフリートークという風に分けられている。フリートークでは3人の近況にプライベートや交友関係、過去の思い出話に性癖など、様々な話題が赤裸々に語られる。
なお、2005年8月は高石市のラジオ送信所更新工事実施に伴う深夜放送休止（1時終了、5時開始）となるため、月曜深夜（火曜未明）0：30～1：00に移動・短縮して放送した。
当初は月曜日深夜1時から2時で放送していたが、2008年3月31日より月曜日深夜12時30分から1時に変更。2008年9月22日が最終回となった。

## 出演者
- ランディーズ（中川貴志、高井俊彦）
- オパヤン（構成作家）

## 過去に放送されていたコーナー
- みんなの「あんな」
リスナーの発見した現象・法則などを「あんな、●●は××なんですよ」見たいな感じで伝えるコーナーであるが、以前はやたら“食べ合わせ”に関するメールが多かったが最近は少ない。
- WHO!!WHERE!!ドゥー!?
- :俗に言う誰が何処で何をしたゲームである。
- ぴったしランラン
リスナーと中川と高井で「●●と言えば？」というお題に対して3人の考えを“せーの”で一斉に答えてあわせるゲーム。3回チャンスがあり、1回目は中川とあわせる。（但し、滅多にまともな事を言わない。基本的に下ネタが多い。）ひとつでも一致すれば、3000円ずつの積み立て式で現金プレゼント（以前は翌週のスタジオゲストなどとなっていた。）となる。尚、3回目のお題には「NGワード」が存在する。しかしゲームの前にモノマネを披露しなければいけない。
- あの人のこの一言
あの有名人がこんなことを言っていた、という“おもしろ発言”をリスナーに考えてもらう大喜利のコーナー。
- 魁!!ベストビデオ
リスナーからおススメのビデオやDVDを紹介してもらおうというコーナー。もちろんネタコーナーであり、実際にあるビデオやDVD、映画のタイトルをもじってボケる。下ネタ作品も多かった。
- 魁!!月曜劇場
あるお題に沿ったシチュエーションでの“おもしろ一言”をリスナーに考えてもらう大喜利のコーナー。

- 世論のススメ

- 教祖誕生！聞いて下さい中川様

- dicotのコーナー